# On This Perfect Day
On This Perfect Day est le nom du premier album du projet metal Guilt Machine, fondé en 2009 par le multi-instrumentiste néerlandais Arjen Lucassen. L'album est sorti le 31 août 2009 en Europe, le 29 septembre aux États-Unis.

## Liste des chansons de l'album
CD (toutes éditions) :
1. Twisted Coil (11:43)
2. Leland Street (8:03)
3. Green and Cream (10:32)
4. Season of Denial (10:22)
5. Over (6:11)
6. Perfection? (10:46)

DVD (édition limitée et édition spéciale) :
Chansons bonus
1. The Stranger Song (Leonard Cohen) - chants de Jasper Steverlinck (4:53)
2. Michelangelo (J. Campbell) - chants d'Arjen Lucassen (3:23)
3. Fan Messages (8:14)
4. Perfection? - chants d'Arjen Lucassen (9:37)
5. Twisted Coil - radio edit (4:17)
6. Pull me out of the Dark - radio edit (Green and Cream) (3:36)
7. Over - radio edit (3:56)

Video
1. Trailer On this Perfect Day (4:33)
2. Making of the Trailer (3:44)
3. Interview avec Guilt Machine (Arjen Lucassen, Jasper Steverlinck et Lori Linstruth) (40:03)

## Liste des artistes présents sur l'album
1. Arjen Lucassen : chants, guitares, claviers, basses.
2. Jasper Steverlinck : chants.
3. Lori Linstruth : guitare.
4. Chris Maitland : batterie.